# Хоэнёльзен
Хоэнёльзен (нем. Hohenölsen) — община в Германии, в земле Тюрингия. 
Входит в состав района Грайц. Подчиняется управлению Лойбаталь.  Население составляет 628 человек (на 31 декабря 2010 года). Занимает площадь 6,48 км².
Община подразделяется на 4 сельских округа.